# Anse Betsy
L'anse Betsy est une anse des îles Kerguelen située dans la baie Accessible.

## Histoire

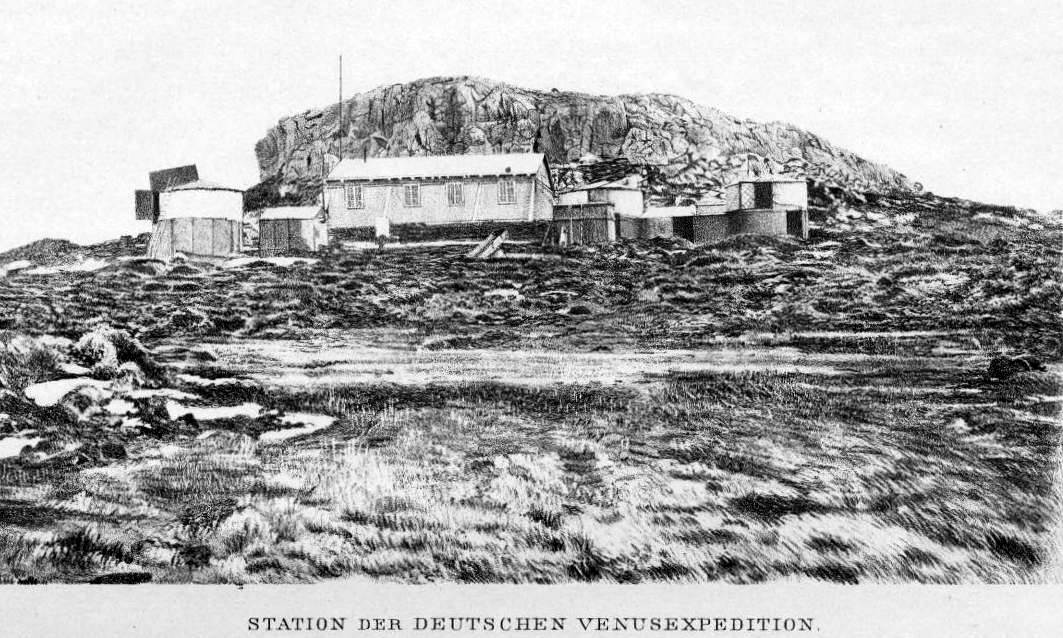
Observatoire astronomique allemand construit en 1874 à l'anse Betsy (îles Kerguelen)

L'anse Betsy est le lieu où vécut durant une année le capitaine américain Joseph J. Fuller, seul survivant du naufrage en 1852 du Rosswell King qu'il commandait et qui s'échoua sur les Roches du désespoir,.
L'anse Betsy est aussi le lieu qu'occupe en 1874-1875 l'expédition allemande de la Gazelle.
Edgar Aubert de la Rüe la parcourt en novembre 1952 lors de son expédition. Il la décrit ainsi : « Des diverses petites anses qui s'ouvrent dans le fond de la baie Accessible, la mieux orientée est certainement l'anse Betsy, escarpée, sauf le fond, plat et sablonneux, offrant un excellent point d'accostage pour des embarcations, sans le plus léger ressac. Il n'est pas difficile de voir qu'elle fut très fréquentée. Il y a là des marmites de chasseurs en partie ensablée, des briques et des débris de ferraille enfouis sous 20 centimètres de tourbe. Un four à pain en pierre est bien reconnaissable et, non loin, un mât de pavillon culbuté est étendu sur le sol ». Aubert de la Rüe y retrouve des débris de l'expédition allemande ainsi que cinq tombes et une sixième à l'écart d'origine américaine de la Nouvelle-Angleterre mais les noms sont effacés. Il découvre aussi un petit cercueil vide mais contenant deux chaussures d'enfant et portant l'inscription « Ready... to sky ». Il en conclut que ces tombres résultent d'un naufrage qui dût avoir lieu à l'Anse Betsy au siècle précédent.